# Jostein Wilmann
Jostein Wilmann (Viggja, 15 juli 1953) is een voormalig Noors wielrenner. Hij was beroepsrenner van 1980 tot 1983. Zijn zoon Frederik is eveneens profwielrenner geweest.

## Belangrijkste uitslagen
1980
Grote Prijs van Dortmund
1982
5e etappe deel A Ronde van Duitsland
2e etappe Ronde van Romandië
Eindklassement Ronde van Romandië
2e in Waalse Pijl
2e in Rund um den Henninger-Turm
Catalaanse Week

## Resultaten in voornaamste wedstrijden
| Jaar | Ronde van Italië | Ronde van Frankrijk | Ronde van Spanje |
| ---- | ---------------- | ------------------- | ---------------- |
| 1980 |                  | 14e                 |                  |
| 1981 |                  | 34e                 |                  |
| 1982 |                  | opgave              |                  |
| 1983 | 13e              |                     |                  |

| Jaar | Milaan-San Remo | Gent-Wevelgem | Ronde van Vlaanderen | Parijs-Roubaix | Amstel Gold Race | Luik-Bast.‑Luik | Waalse Pijl | Rund um den Henninger-Turm |  | WK op de weg |  | Wereldranglijsten |
| ---- | --------------- | ------------- | -------------------- | -------------- | ---------------- | --------------- | ----------- | -------------------------- |  | ------------ |  | ----------------- |
| 1980 | 40e             | 47e           |                      | 23e            |                  | 21e             |             |                            |  | 13e          |  |                   |
| 1981 |                 |               |                      |                | 43e              |                 | 66e         |                            |  | 34e          |  |                   |
| 1982 |                 |               | 35e                  |                | 9e               |                 | ↑           | Zilver                     |  |              |  | 6e (SPP)          |
| 1983 | 40e             |               |                      |                | 27e              | 29e             | 32e         |                            |  | 31e          |  |                   |